# (1011) Лаодамия
(1011) Лаодамия (лат. Laodamia, др.-греч. Λᾱοδάμεια) — астероид, относящийся к группе астероидов пересекающих орбиту Марса. Он был открыт 5 января 1924 года немецким астрономом Карлом Райнмутом в обсерватории Хайдельберга и назван в честь одной из героинь древнегреческой мифологии (Лаодамии — дочери царя Акаста, либо Лаодамии — дочери Беллерофонта).

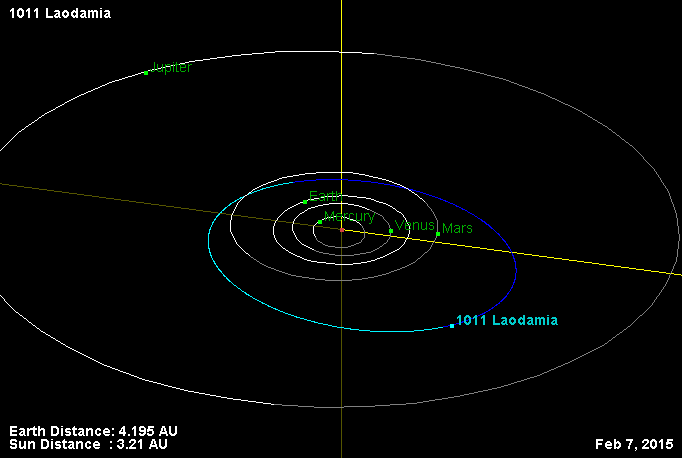
Орбита астероида Лаодамия и его положение в Солнечной системе

Астероид характеризуется крайне вытянутой орбитой (0,456), что позволяет ему не только вторгаться в орбиту Марса, но и уходить далеко за пределы пояса астероидов. При этом возможны сближения с Марсом. Одно из таких произойдёт 5 сентября 2083 года, когда астероид пролетит в 0,06186 а. е. (9,254 млн км) от планеты.
В результате фотометрических исследований астероида в Болгарской национальной астрономической обсерватории Рожен был уточнён его период вращения — 5,17 часа.